# Chamunda
Chamunda (nep. चामुण्डा) – gaun wikas samiti w zachodniej części Nepalu w strefie Bheri w dystrykcie Dailekh. Według nepalskiego spisu powszechnego z 2011 roku liczył on 2064 gospodarstw domowych i 11 783 mieszkańców (5894 kobiety i 5889 mężczyzn).